# Quiz (série de televisão)
Quiz (Brasil: Quiz – Quem Quer Ser um Milionário?) é uma minissérie dramática de televisão britânica de James Graham, baseada na peça de teatro de mesmo nome dirigida por William Village e no livro Bad Show: the Quiz, the Cough, the Millionaire Major de Bob Woffinden e James Plaskett. É dirigido por Stephen Frears e consiste em três episódios com cerca de uma hora de duração. A série se concentra em Charles Ingram, um ex-major do exército do Corpo de Engenheiros Reais, e como ele inesperadamente ganhou o prêmio de £ 1.000.000 no programa de perguntas e respostas Who Wants to Be a Millionaire? em 2001, seguido por um julgamento criminal no qual ele e sua esposa foram condenados por trapaça.
A série recebeu críticas positivas da crítica. Quiz foi lançada durante a Pandemia de COVID-19, resultando em um grande público (semelhante ao documentário Tiger King da Netflix). O primeiro episódio de Quiz foi visto ao vivo por uma audiência média de 5,3 milhões. Em 19 de março de 2021 foi disponibilizada no Brasil com dublagem em português pelo Globoplay.

## Resumo
Em 2001, no auge da obsessão do público por Who Wants to Be a Millionaire?, um major do exército britânico chamado Charles Ingram e sua esposa, Diana, aparentemente trapacearam no game show britânico. Na manhã seguinte em que Ingram conseguiu ganhar um milhão de libras, a emissora ITV e a produtora Celador perceberam que algo estava errado: uma série de tosses do suposto cúmplice de Ingram, Tecwen Whittock, pode ter levado Ingram às respostas. Foi um grande escândalo, resultando em um processo judicial que considerou os três culpados.

## Elenco
- Matthew Macfadyen como Charles Ingram;
- Michael Sheen como Chris Tarrant;
- Sian Clifford como Diana Ingram;
- Mark Bonnar como Paul Smith;
- Helen McCrory como Sonia Woodley QC;
- Michael Jibson como Tecwen Whittock;
- Aisling Bea como Claudia Rosencrantz;
- Trystan Gravelle como Adrian Pollock;
- Elliot Levey como David Briggs;
- Risteárd Cooper como David Liddiment;
- Jasmyn Banks como Nicola Howson;
- Andrew Leung como Kevin Duff;
- Martin Trenaman como DS Ferguson;
- Nicholas Woodeson como Nicholas Hilliard QC;
- Paul Bazely como Lionel, advogado de acusação.

## Produção
As cenas do estúdio de Who Wants to be a Millionaire? foram filmadas em um conjunto construído nos Wimbledon Studios. As cenas também foram filmadas fora da Southwark Crown Court e dentro de um antigo prédio do tribunal em Hammersmith.

## Episódios
| N.º na série | N.º na temp. | Título      | Dirigido por   | Escrito por  | Exibição original   | Audiência (milhões) |
| --- | ------------ | ----------- | -------------- | ------------ | ------------------- | ------------------- |
| 1 | 1            | "Episode 1" | Stephen Frears | James Graham | 13 de abril de 2020 | 9.53                |
| O Major Charles Ingram não gosta de questionários, mas para sua esposa Diana e seu cunhado Adrian, saber a resposta é um estilo de vida. Como as repetidas tentativas de Diana e Adrian de entrarem no "Quem Quer Ser Milionário?" aquém, todos os olhos se voltam para um Charles desavisado para ganhar o prêmio de um milhão de libras. Enquanto isso, o reaparecimento repetido de questionadores profissionais de classe média não passou despercebido pela equipe da ITV e o produtor Paul Smith faz a promessa de detê-los por qualquer meio necessário.                                                  |              |             |                |              |                     |                     |
| 2 | 2            | "Episode 2" | Stephen Frears | James Graham | 14 de abril de 2020 | 9.34                |
| Charles retorna para uma segunda noite na berlinda com uma nova estratégia. Depois de seu desempenho anteriormente sem esperança, ele prova ser um sucesso massivo, suas respostas hesitantes invariavelmente se revelando certas. No entanto, a equipe de produção acha sua mudança repentina de sorte suspeita e começa a observar um padrão incomum de tosse do público do estúdio. |              |             |                |              |                     |                     |
| 3 | 3            | "Episode 3" | Stephen Frears | James Graham | 15 de abril de 2020 | 9.59                |
| O infeliz Charles, o homem que nunca ouviu falar de Craig David (uma de suas perguntas), é motivo de chacota nacional em meio às acusações de que ele acertou as respostas depois de tosses de afirmação de seus co-conspiradores. Perseguidos pelo público e pela imprensa, Charles, Diana e Tecwen dirigem-se ao tribunal. Mas sua advogada trabalha muito para tentar convencer o júri de que Charles e sua esposa são inocentes. A princípio, parece que o caso para a acusação é sólido, mas conforme o caso para a defesa avança, o júri descobre que a história é muito mais do que pensava inicialmente. |              |             |                |              |                     |                     |

## Recepção
No Rotten Tomatoes, a série tem 94% de aprovação "Certified Fresh" com base em 36 avaliações, com uma classificação média de 7,57/10. Para o público americano, Quiz foi a introdução ao escândalo, por ter sido ofuscado pelos Ataques de 11 de setembro de 2001, que ocorreram um dia após o episódio com a "vitória" de um milhão de libras de Ingram ter sido transmitida na televisão.
O próprio Ingram elogiou a série, chamando-a de "equilibrada" e seu advogado afirmando que as evidências contra eles eram "ridículas".